# Stanislav Kraft
Stanislav Kraft (23. července 1984 Aš) je český geograf zaměřující se na sociální geografii (zejména geografii dopravy) a docent na katedře geografie Pedagogické fakultě Jihočeské univerzity v Českých Budějovicích. Od roku 2024 na fakultě zastává funkci proděkana pro zahraniční vztahy. Do geografického výzkumu přispěl v oblasti vymezování funkčních dopravních regionů a výzkumu prostorových interakcí. Svou činnost zaměřuje rovněž na studium  prostorové mobility obyvatel a využití GIS v analýzách dopravní dostupnosti a bezpečnosti motocyklové dopravy.

## Akademický životopis
V letech 2002–2007 studoval obor Učitelství pro 2. stupeň ZŠ (zeměpis–dějepis) na Pedagogické fakultě Jihočeské univerzity v Českých Budějovicích. V roce 2009 získal titul RNDr. na Geografickém ústavu Přírodovědecké fakulty Masarykovy univerzity v Brně v oboru Sociální geografie, kde obhájil rigorózní práci na téma Dopravní hierarchie středisek osídlení České republiky a její změny v transformačním období: geografická analýza. V roce 2012 složil doktorskou státní zkoušku (Ph.D.) v oboru Regionální geografie a regionálního rozvoje na Geografickém ústavu Přírodovědecké fakulty Masarykovy univerzity v Brně. Disertační práce nesla název Aktuální změny v dopravním systému České republiky: geografická analýza.
V roce 2016 obhájil habilitační práci na téma Doprava a prostorová organizace společnosti: teoretická východiska a aplikace na území České republiky na Přírodovědecké fakultě Univerzity Komenského v Bratislavě v oboru Humánní geografie a byl jmenován docentem. V roce 2024 se také habilitoval na Přírodovědecké fakultě Univerzity Karlovy v oboru Sociální geografie a regionální rozvoj, kde obhájil habilitační práci na téma Inovativní přístupy ke studiu dopravních interakcí a funkčních dopravních regionů.

## Profesní kariéra
Od roku 2007 působí na katedře geografie Pedagogické fakulty Jihočeské univerzity v Českých Budějovicích, kde začínal jako odborný asistent a v roce 2016 se na stejném pracovišti stal docentem. Od roku 2013 působil jako zástupce vedoucího a následně jako vedoucí katedry. V rámci pedagogické činnosti vyučuje předměty jako Sociální geografie I (Geografie osídlení), Sociální geografie III (geografie dopravy, geografie služeb aj.), Didaktický seminář z regionální geografie České republiky či Specializační přednášky z geografie. Je garantem předmětů zahraniční geografická exkurze či exkurze po České republice.

## Vědecká a publikační činnost
Stanislav Kraft je autorem a spoluautorem vědeckých publikací, monografií a článků citovananých v databázích Web of Science či Scopus. Mezi jeho práce patří studie zaměřené na funkční regiony jako platformu pro definici integrovaných zón dopravního systému, identifikaci nehodových míst motocyklů v České republice a jejich podmíněných faktorů, či průzkum denních mobilitních rytmů v městském prostředí.
Stanislav Kraft se stal spoluřešitelem řady vědeckých projektů (GAČR, TAČR, a další). V roce 2023 vystoupil s přednáškou na téma „GIS-Based Research On Traffic Accidents Using Advanced Statistical Methods“ v Center for Geographic Analysis Harvardovy univerzity, v níž popsal inovativní přístupy využívání geografických informačních systémů k identifikaci hotspotů dopravních nehod motocyklů v České republice a k modelování rizikovosti úseků silniční sítě pro motocyklovou dopravu.
Dále přednášel na California State University v San Bernardinu, Leonard Transportation Center (USA, 2022), University of Miami, Department of Geography and Regional Studies  (USA, 2021), Stellenbosch university, Department of Logistics (Jihoafrická republika, 2019), University of Lisbon, Institute of Geography and Spatial Planning  (Portugalsko, 2019), California State University, Department of Geography and Environmental Sciences (USA, 2018), University of Granada, Department of Human Geography (Španělsko, 2018), The University of California v Berkley (2024), a řadě univerzit na Slovensku a České republice.  

## Další aktivity
Stanislav Kraft je členem České geografické společnosti, v níž působí jako vědecký tajemník. Stal se také členem redakčních rad časopisů Journal of Geography, Politics and Society, Transport Geography Papers of Polish Geographical Society a Acta Universitatis Palackianae Olomucensis, Facultas Rerum Naturalium, Geographica a členem Výzkumného centra dopravní geografie na PřF UK a CENARS - Centra pro analýzu regionálních systémů. Je členem Komise programů pro podporu vědy na Univerzitě Karlově pro oblast přírodních věd, matematiky a informatiky. Je členem vědecké rady Pedagogické fakulty Jihočeské univerzity v Českých Budějovicích a členem oborových rad doktorských studijních programů na PřF UK, PřF UP a PriF UK v Bratislavě.